# Glazba u Obitelji Soprano
Glazba u Obitelji Soprano, HBO-ovoj televizijskoj seriji, ima vrlo važnu ulogu. Serija je zaradila pozitivne kritike baš zbog efektnog izbora eklektičnog glazbenog repertoara prethodno snimljene glazbe. Autor serije David Chase osobno je izabirao glazbu za seriju s producentom Martinom Bruestleom i glazbenom urednicom Kathryn Dayak, ponekad se konzultirajući sa Stevenom Van Zandtom, koji je, osim što u seriji portretira Silvija Dantea, i gitarist E Street Banda Brucea Springsteena. Glazba je obično birana kad bi produkcija i montaža epizode bili dovršeni, ali su ponekad sekvence snimane kako bi odgovarale prethodno odabranoj glazbi.
Stilski, glazba u seriji varira od mainstream popa (Britney Spears, The Bangles) preko britanskog rocka šezdesetih (The Kinks, The Rolling Stones) do klasičnog jazza i soula (Ella Fitzgerald, Ben E. King) te hip-hopa (Xzibit, Time Zone).

## Uvodna špica
Uvodna špica svake epizode prikazuje Tonyja Soprana (James Gandolfini) kako se vozi iz New York Cityja svojoj kući u North Caldwell u New Jerseyju. Glazbena podloga za ovu sekvencu je "Chosen One Remix" pjesme "Woke Up This Morning" britanskog sastava Alabama 3 (u Sjedinjenim Državama zbog pravnih razloga poznatog kao A3).

## Odjavna špica
Odjavna špica svake epizode uključuje prethodno odabranu glazbu, uz nekoliko iznimki. U epizodi "A Hit Is a Hit" koristi se pjesma izmišljenog sastava Defiler, koja se pojavila i prije u epizodi. Tri epizode u odjavnoj sekvenci uključuju više pjesama ("Commendatori," "Whitecaps" i "Cold Stones"), dok u dvije epizode ("Full Leather Jacket" i "Made in America") uopće nema glazbe, iako se u potonjoj glazba pojavljuje prije odjavne špice.
Slijedi popis pjesama korištenih u svakoj pojedinoj epizodi:

### Sezona 1
| #   | Naslov epizode                       | Naslov pjesme                        | Izvođač                          |
| --- | ------------------------------------ | ------------------------------------ | -------------------------------- |
| 1.  | "Pilot"                              | "The Beast in Me"                    | Nick Lowe                        |
| 2.  | "46 Long"                            | "Battle Flag"                        | Pigeonhed                        |
| 3.  | "Denial, Anger, Acceptance"          | "Complicated Shadows"                | Elvis Costello & the Attractions |
| 4.  | "Meadowlands"                        | "Look on Down from the Bridge"       | Mazzy Star                       |
| 5.  | "College"                            | "Gold Leaves"                        | Michael Hoppé                    |
| 6.  | "Pax Soprana"                        | "Paparazzi" (instrumentalna verzija) | Xzibit                           |
| 7.  | "Down Neck"                          | "White Rabbit"                       | Jefferson Airplane               |
| 8.  | "The Legend of Tennessee Moltisanti" | "Frank Sinatra"                      | Cake                             |
| 9.  | "Boca"                               | "Buena"                              | Morphine                         |
| 10. | "A Hit Is a Hit"                     | neimenovana pjesma                   | Defiler (izmišljeni sastav)      |
| 11. | "Nobody Knows Anything"              | "Manifold de Amour"                  | Latin Playboys                   |
| 12. | "Isabella"                           | "I Feel Free"                        | Cream                            |
| 13. | "I Dream of Jeannie Cusamano"        | "State Trooper"                      | Bruce Springsteen                |

### Sezona 2
| #   | Naslov epizode                              | Naslov pjesme                             | Izvođač                      |
| --- | ------------------------------------------- | ----------------------------------------- | ---------------------------- |
| 14. | "Guy Walks into a Psychiatrist's Office..." | "Time Is on My Side"                      | Irma Thomas                  |
| 15. | "Do Not Resuscitate"                        | "Goodnight My Love"                       | Ella Fitzgerald              |
| 16. | "Toodle Fucking-Oo"                         | "Viking"                                  | Los Lobos                    |
| 17. | "Commendatori"                              | "Con te partirò"                          | Andrea Bocelli               |
| 17. | "Commendatori"                              | "Piove"                                   | Jovanotti                    |
| 18. | "Big Girls Don't Cry"                       | "White Mustang II"                        | Daniel Lanois                |
| 19. | "The Happy Wanderer"                        | "The Happy Wanderer"                      | Frankie Yankovic & His Yanks |
| 20. | "D-Girl"                                    | "Vedi, Maria"                             | Emma Shapplin                |
| 21. | "Full Leather Jacket"                       |                                           |                              |
| 22. | "From Where to Eternity"                    | "My Lover's Prayer"                       | Otis Redding                 |
| 23. | "Bust Out"                                  | "Wheel in the Sky"                        | Journey                      |
| 24. | "House Arrest"                              | "You Can't Put Your Arms Around a Memory" | Johnny Thunders              |
| 25. | "The Knight in White Satin Armor"           | "I Saved the World Today"                 | Eurythmics                   |
| 26. | "Funhouse"                                  | "Thru and Thru"                           | The Rolling Stones           |

### Sezona 3
| #   | Naslov epizode                         | Naslov pjesme                              | Izvođač                               |
| --- | -------------------------------------- | ------------------------------------------ | ------------------------------------- |
| 27. | "Mr. Ruggerio's Neighborhood"          | "High Fidelity"                            | Elvis Costello & the Attractions      |
| 28. | "Proshai, Livushka"                    | "I'm Forever Blowing Bubbles"              | Les Paul                              |
| 29. | "Fortunate Son"                        | "Where's the Money?"                       | Dan Hicks                             |
| 30. | "Employee of the Month"                | "Fisherman's Daughter"                     | Daniel Lanois                         |
| 31. | "Another Toothpick"                    | "Shuck Dub"                                | R. L. Burnside                        |
| 32. | "University"                           | "Living on a Thin Line"                    | The Kinks                             |
| 33. | "Second Opinion"                       | "Black Books"                              | Nils Lofgren                          |
| 34. | "He Is Risen"                          | "The Captain"                              | Kasey Chambers                        |
| 35. | "The Telltale Moozadell"               | "I (Who Have Nothing)"                     | Ben E. King                           |
| 36. | "...To Save Us All from Satan's Power" | "I've Got a Feeling"                       | The Campbell Brothers s Katie Jackson |
| 37. | "Pine Barrens"                         | "Sposa son disprezzata" (iz opere Bajazet) | Cecilia Bartoli                       |
| 38. | "Amour Fou"                            | "Affection"                                | Little Steven and the Lost Boys       |
| 39. | "Army of One"                          | "Blur"                                     | Aphex Twin                            |

### Sezona 4
| #   | Naslov epizode                     | Naslov pjesme                                   | Izvođač                    |
| --- | ---------------------------------- | ----------------------------------------------- | -------------------------- |
| 40. | "For All Debts Public and Private" | "World Destruction"                             | Time Zone feat.John Lydon  |
| 41. | "No Show"                          | "Kid A"                                         | Radiohead                  |
| 42. | "Christopher"                      | "Dawn (Go Away)"                                | The Four Seasons           |
| 43. | "The Weight"                       | "Vesuvio"                                       | Spaccanapoli               |
| 44. | "Pie-O-My"                         | "My Rifle, My Pony and Me" (iz filma Rio Bravo) | Dean Martin i Ricky Nelson |
| 45. | "Everybody Hurts"                  | "Take Me for a Little While"                    | Dave Edmunds               |
| 46. | "Watching Too Much Television"     | "Oh Girl"                                       | The Chi-Lites              |
| 47. | "Mergers and Acquisitions"         | "When the Battle is Over"                       | Delaney & Bonnie           |
| 48. | "Whoever Did This"                 | "The Man with the Harmonica"                    | Apollo 440                 |
| 49. | "The Strong, Silent Type"          | "Drum Score"                                    | nepotpisan                 |
| 50. | "Calling All Cars"                 | "Surfin' USA"                                   | The Beach Boys             |
| 51. | "Eloise"                           | "Little Bird"                                   | Annie Lennox               |
| 52. | "Whitecaps"                        | "I Love Paris" (Vegas)                          | Dean Martin                |
| 52. | "Whitecaps"                        | "I Have Dreamed"                                | Fantastic Strings          |

### Sezona 5
| #   | Naslov epizode                 | Naslov pjesme                 | Izvođač                                            |
| --- | ------------------------------ | ----------------------------- | -------------------------------------------------- |
| 53. | "Two Tonys"                    | "Heaven Only Knows"           | Emmylou Harris                                     |
| 54. | "Rat Pack"                     | "Undercover of the Night"     | The Rolling Stones                                 |
| 55. | "Where's Johnny?"              | "Earth, Wind, Water"          | Mitch Coodley (The Metro Music Production Library) |
| 56. | "All Happy Families..."        | "La Petite Mer"               | Thierry 'Titi' Robin                               |
| 57. | "Irregular Around the Margins" | "Chi il bel sogno di Doretta" | Luba Orgonasova                                    |
| 58. | "Sentimental Education"        | "The Blues is My Business"    | Etta James                                         |
| 59. | "In Camelot"                   | "Melancholy Serenade"         | Instrumental                                       |
| 60. | "Marco Polo"                   | "Bad 'N' Ruin"                | Faces                                              |
| 61. | "Unidentified Black Males"     | "If I Were a Carpenter"       | Bobby Darin                                        |
| 62. | "Cold Cuts"                    | "I'm Not Like Everybody Else" | The Kinks                                          |
| 63. | "The Test Dream"               | "Three Times a Lady"          | Commodores                                         |
| 64. | "Long Term Parking"            | "Wrapped in My Memory"        | Shawn Smith                                        |
| 65. | "All Due Respect"              | "Glad Tidings"                | Van Morrison                                       |

### Sezona 6
| #   | Naslov epizode                         | Naslov pjesme                             | Izvođač                             |
| --- | -------------------------------------- | ----------------------------------------- | ----------------------------------- |
| 66. | "Members Only"                         | "Seven Souls"                             | Material feat. William S. Burroughs |
| 67. | "Join the Club"                        | "When It's Cold I'd Like To Die"          | Moby                                |
| 68. | "Mayham"                               | "The Deadly Nightshade"                   | Daniel Lanois                       |
| 69. | "The Fleshy Part of the Thigh"         | "One of These Days"                       | Pink Floyd                          |
| 70. | "Mr. & Mrs. John Sacrimoni Request..." | "Every Day of the Week"                   | The Students                        |
| 71. | "Live Free or Die"                     | "4th of July"                             | X                                   |
| 72. | "Luxury Lounge"                        | "Recuerdos de la Alhambra"                | Pepe Romero                         |
| 73. | "Johnny Cakes"                         | "I'm Gonna Move to the Outskirts of Town" | Ray Charles                         |
| 74. | "The Ride"                             | "Pipeline"                                | Johnny Thunders                     |
| 75. | "Moe n' Joe"                           | "Let It Rock"                             | Chuck Berry                         |
| 76. | "Cold Stones"                          | "Home"                                    | Persephone's Bees                   |
| 76. | "Cold Stones"                          | "As Time Goes By" (iz Casablance)         | Dooley Wilson                       |
| 77. | "Kaisha"                               | "Moonlight Mile"                          | The Rolling Stones                  |
| 78. | "Soprano Home Movies"                  | "This Magic Moment"                       | Ben E. King i The Drifters          |
| 79. | "Stage 5"                              | "Evidently Chickentown"                   | John Cooper Clarke                  |
| 80. | "Remember When"                        | "Sing, Sing, Sing (With A Swing)"         | Benny Goodman Orchestra             |
| 81. | "Chasing It"                           | "Goin' Down Slow"                         | Howlin' Wolf                        |
| 82. | "Walk Like a Man"                      | "The Valley"                              | Los Lobos                           |
| 83. | "Kennedy and Heidi"                    | "Minas De Cobre (For Better Metal)"       | Calexico                            |
| 84. | "The Second Coming"                    | "Ninna Ninna"                             | Lullaby / Pia Calamai               |
| 85. | "The Blue Comet"                       | "Running Wild (Extended Instrumental)"    | Tindersticks                        |
| 86. | "Made in America"                      | "Don't Stop Believing"                    | Journey                             |

## Soundtrack kompilacije
Do danas su objavljena dva službena kompilacijska albuma povezana s Obitelji Soprano. Prvi, nazvan The Sopranos: Music from the HBO Original Series, objavljen je 1999., a sastoji se od izabranih pjesama iz prve dvije sezone. Drugi, nazvan The Sopranos: Peppers & Eggs: Music from the HBO Original Series, objavljen je 2001., a sastoji se od dva CD-a s pjesmama iz prve tri sezone serije.

### Popisi pjesama

#### The Sopranos: Music from the HBO Original Series
| 1.    | »Woke Up This Morning (Chosen One Mix)« | Alabama 3                             |  |
| 2.    | »It's Bad You Know«                     | R. L. Burnside                        |  |
| 3.    | »It Was a Very Good Year«               | Frank Sinatra                         |  |
| 4.    | »Gotta Serve Somebody«                  | Bob Dylan                             |  |
| 5.    | »Inside of Me«                          | Little Steven & The Disciples of Soul |  |
| 6.    | »I Feel Free«                           | Cream                                 |  |
| 7.    | »Mystic Eyes«                           | Them                                  |  |
| 8.    | »State Trooper«                         | Bruce Springsteen                     |  |
| 9.    | »I'm a Man«                             | Bo Diddley                            |  |
| 10.   | »Complicated Shadows«                   | Elvis Costello & the Attractions      |  |
| 11.   | »The Beast in Me«                       | Nick Lowe                             |  |
| 12.   | »Viking«                                | Los Lobos                             |  |
| 13.   | »Blood Is Thicker than Water«           | Wyclef Jean feat. G & B               |  |
| 14.   | »I've Tried Everything«                 | Eurythmics                            |  |
| 54:11 |                                         |                                       |  |

#### The Sopranos: Peppers & Eggs: Music from the HBO Original Series
| 1.  | »Every Breath You Take"/"Theme from Peter Gunn« | The Police/Henry Mancini                  |  |
| 2.  | »Battle Flag«                                   | Pigeonhed                                 |  |
| 3.  | »I've Got a Feeling«                            | The Campbell Brothers feat. Katie Jackson |  |
| 4.  | »The Captain«                                   | Kasey Chambers                            |  |
| 5.  | »Shuck Dub«                                     | R. L. Burnside                            |  |
| 6.  | »Affection«                                     | Little Steven and the Lost Boys           |  |
| 7.  | »My Lover's Prayer«                             | Otis Redding                              |  |
| 8.  | »Certamente«                                    | Madreblu                                  |  |
| 9.  | »Black Books«                                   | Nils Lofgren                              |  |
| 10. | »Frank Sinatra«                                 | Cake                                      |  |
| 11. | »Baubles, Bangles, & Beads«                     | Frank Sinatra                             |  |
| 12. | »Thru and Thru«                                 | The Rolling Stones                        |  |

| 1.  | »High Fidelity«                                              | Elvis Costello & the Attractions |  |
| 2.  | »Living on a Thin Line«                                      | The Kinks                        |  |
| 3.  | »Girl«                                                       | Vue                              |  |
| 4.  | »Sposa son disprezzata«                                      | Cecilia Bartoli                  |  |
| 5.  | »I (Who Have Nothing)«                                       | Ben E. King                      |  |
| 6.  | »Return to Me«                                               | Bob Dylan                        |  |
| 7.  | »Make No Mistake«                                            | Keith Richards                   |  |
| 8.  | »Piove«                                                      | Jovanotti                        |  |
| 9.  | »Space Invader«                                              | The Pretenders                   |  |
| 10. | »Tiny Tears«                                                 | Tindersticks                     |  |
| 11. | »Gloria«                                                     | Them                             |  |
| 12. | »Core 'ngrato«                                               | Dominic Chianese                 |  |
| 13. | »Dijalog iz serije i "Woke Up This Morning (Chosen One Mix)« | Alabama 3                        |  |